# 26
Cette page concerne l'année 26  du calendrier julien. Pour l'année 26 av. J.-C., voir 26 av. J.-C. Pour le nombre 26, voir 26 (nombre).
L'année 26 est une année commune qui commence un mardi.

## Événements
- Mars : les « Sourcils Rouges » évacuent Chang'an après avoir pillé et incendié la ville[1].
- Octobre : les Sourcils Rouges réoccupent brièvement Chang'an jusqu'en janvier 27[1].
- L'empereur Tibère se retire (ou en 27) dans son palais de l'île de Capri, d'où il gouverne l'Empire durant les onze dernières années de son règne[2]. Il ne reviendra plus à Rome, laissant la conduite effective des affaires, et donc un pouvoir immense à son préfet du prétoire, Séjan. Ce dernier ne va pas tarder à en abuser, jusqu'à comploter contre l'empereur, qui ordonnera son assassinat, le 18 octobre 31, ainsi que celui de toute sa famille.
- Ponce Pilate (Pontius Pilatus) devient préfet de la province romaine de Judée (26-36)[3]. Il prend souvent des mesures maladroites, voire provocantes (affaire des enseignes romaines, de l’utilisation de l’argent du temple pour construire l’aqueduc de Jérusalem, des boucliers dédiés à l’empereur, frappe de monnaies comportant des motifs païens).

## Naissances en 26
- Silius Italicus, poète et homme politique romain.

## Décès en 26
- Claudia Pulchra, cousine et amie proche[4] d'Agrippine l'Aînée. Cette année-là, Claudia Pulchra est accusée d'impudicité, de commerce adultère et de sortilèges contre Tibère[4], et est reconnue coupable.
- Marcus Asinius Agrippa, consul en 25;
- Quintus Haterius, consul suffect en -5[5]